# Крпени
Крпени (грч. Κρεπενή) је насељено место у општини Костур у периферији Западна Македонија, Грчка. Према попису из 2021. године било је 109 становника.
Према бугарском географу и историчару, Василу Канчову, у Крпенима је 1900. године живело 70 Словена хришћана. На попису из 1913. године насеље је без становника и до 1981. године било је део села Маврово.